# Article 8 de la Constitution éthiopienne de 1994
L'article 8 de la Constitution éthiopienne de 1994 est l'article concernant la souveraineté du peuple.

## Texte de l'article
«Article 8 - Souveraineté du peuple
(1) Tout pouvoir souverain réside dans les Nations, Nationalités et Peuples d'Éthiopie.
(2) Cette Constitution est une expression de leur souveraineté.
(3) Leur souveraineté devra être exprimée à travers leurs représentants élus en conformité avec la présente Constitution et par leur participation démocratique directe. »
Dispositions de la présente Constitution énoncées dans le genre masculin s'applique également au genre féminin